# Droga międzynarodowa E22a (Polska)
Droga międzynarodowa E22a – dawne oznaczenie drogi w Polsce, obowiązujące od lat 70. do 1985. Stanowiła alternatywne połączenie konurbacji górnośląskiej z Krakowem, będąc równocześnie odgałęzieniem drogi międzynarodowej E22.
W 1985 roku z powodu reformy sieci drogowej zlikwidowano numer E22a. Dawna arteria otrzymała nowe oznaczenia:
- droga krajowa nr 903 na odc. Strzelce Opolskie – Pyskowice – Bytom
- droga krajowa nr 914 na odc. Bytom – Chorzów – Katowice – Mysłowice – Jaworzno – Chrzanów – Trzebinia – Krzeszowice – Kraków

obowiązujące do roku 2000. Obecnie w ciągu dawnej drogi międzynarodowej znajduje się droga krajowa nr 94 Strzelce Opolskie – Bytom oraz droga krajowa nr 79 z Bytomia do Krakowa.
Według kilku opracowań Samochodowego atlasu Polski wydawanych w latach 80. przez Państwowe Przedsiębiorstwo Wydawnictw Kartograficznych istniejący ówcześnie fragment północnej obwodnicy Opola nosił oznaczenie E22a.

## Historyczny przebieg trasy E22a
- województwo opolskie
  - Strzelce Opolskie  34  E22
- województwo katowickie
  - Toszek
  - Pyskowice  37 
  - Bytom  34  E22 
  - Chorzów
  - Katowice  16  E16   226 
  - Mysłowice  227 
  - Jaworzno
  - Chrzanów  229 
  - Trzebinia (autostrada do Krakowa)
- województwo krakowskie
  - Krzeszowice
  - Kraków  15  E7   34  E22   15  E7   T7 [a]  217

### Przebieg w Krakowie
- lata 70.[3]

ul. Pasternik – ul. Eliasza Radzikowskiego do ronda z ulicami Fizyków, Gagarina i Opolską